# 佩尔东伊斯
佩尔东伊斯是巴西米纳斯吉拉斯州的一个市镇。总面积276.978平方公里，总人口19407人，人口密度70.1人/平方公里。